# Progressive Classical Music Award
Der Progressive Classical Music Award, der bis 2019 Crossover Composition Award hieß, ist ein internationaler Preis für Musikstücke für zwei Violinen, der alle drei Jahre im Reiß-Engelhorn-Museum in Mannheim verliehen wird. Er wurde 2009 von Marie-Luise und Christoph Dingler (bekannt als „The Twiolins“) ins Leben gerufen, um das Genre der Stücke für Violinduo auszuweiten und zu fördern. Nach einer Vorauswahl werden die Stücke ausschließlich durch das Publikum anonym bewertet. Aufgrund seiner Bedeutung für die Metropolregion Rhein-Neckar wurde für den Crossover Composition Award der Helene-Hecht-Preis 2012 an Marie-Luise Dingler verliehen.

## Ablauf
Zunächst werden sechs Stücke von einer Jury, der neben Musik-Professoren und Komponisten auch die beiden Initiatoren angehören, ausgesucht. Diese sechs Stücke werden dem Publikum vorgespielt, ohne dass der Komponist genannt wird. Das Publikum stimmt dann über die Stücke ab.

## Crossover Composition Award 2009
2009 gab es 82 Einsendungen aus 15 Staaten. Das Finalkonzert fand am 18. September 2009 statt. Die Preisträger waren Benedikt Brydern (1. Preis) mit dem Stück „Autobahn“, Tina Ternes (2. Preis) mit „Windspiel“, Aleksey Igudesman (3. Preis) mit „Fever of Passion“, Dorothea Mader (Pas de deux), Ewelina Nowicka (Jongleurs) und Teodor Nicolau (Fairy Tale).

## Crossover Composition Award 2012
2012 gab es 112 Einsendungen aus 18 Staaten. Das Finalkonzert fand am 21. September 2012 statt. Der 1. Preis ging an Johannes Söllner mit „Doch Laub und Wolken unter Nacht“, den 2. Preis erhielt Tonio Geugelin mit „Orient Express“. Weitere Preisträger waren Sophie Pope, Judit Varga, Jonathan Russell, Hans-Günther Allers sowie Michael F. P. Huber.

## Crossover Composition Award 2015
2015 gab es 353 Einsendungen aus 44 Staaten. Das Finalkonzert fand am 25. September 2015 statt. Der 1. Preis ging an Benedikt Brydern (USA) mit „Schillers Nachtflug“, den 2. Preis erhielt Jens Hubert mit „Rock You vs. Ballerina“. Weitere Preisträger waren Johannes Meyerhöfer, Dawid Lubowicz (Polen), Aleksandr Gonobolin (Ukraine) und András Derecskei (Ungarn/USA).

## Progressive Classical Music Award 2019
2019 fand zum zehnjährigen Bestehen der vierte Wettbewerb statt. Er wurde umbenannt, da der bisherige Name immer wieder zu Missverständnissen führte. Inhalte und Form des Wettbewerbs bleiben unverändert. Am aktuellen Wettbewerb nahmen bis zum Einsendeschluss am 7. Juli 2019 über 300 Komponisten aus 48 Ländern mit 342 Werken teil. Die Fachjury bestand aus den Violinisten Julian Rachlin, Aleksey Igudesman und dem Preisträger des letzten Wettbewerbs, Benedikt Brydern. Das Finale der letzten sechs Teilnehmer fand am 28. September 2019 im Museum der Weltkulturen in Mannheim statt.
Die ersten drei Preisträger dieses Wettbewerbs hießen Piotr Szewczyk (1. Platz) USA mit Dopamine Rush, Jürgen Christ (2. Platz) Deutschland mit Fantasia und Edmund Jolliffe (3. Platz) England mit Dancing Figurines, die anderen Finalisten waren Rainer Bartesch Deutschland, Viktor Molnár Ungarn und Daniel Berg Schweden.